# Repêchage d'entrée dans la LNH 1983
1982 1984
Le repêchage d'entrée dans la Ligue nationale de hockey 1983 a eu lieu au Forum de Montréal (Québec) le 8 juin 1983.
Pour la première fois depuis le premier repêchage, une équipe a refusé de participer au repêchage. En effet, la franchise des Blues de Saint-Louis voulait déménager à Saskatoon dans la Saskatchewan et la ligue a refusé. Cette année-là, le premier joueur de nationalité américaine est repêché à la première place, il s'agit de Brian Lawton.

## Sélections par tour[1],[2],[3]

### 1ertour
| Rang | Équipe LNH               | Nationalité | Joueur          | Repêché de                                            |
| ---- | ------------------------ | ----------- | --------------- | ----------------------------------------------------- |
| 1    | North Stars du Minnesota | États-Unis  | Brian Lawton    | École secondaire de Mount St. Charles (Rhodes Island) |
| 2    | Whalers de Hartford      | Canada      | Sylvain Turgeon | Olympiques de Hull (LHJMQ)                            |
| 3    | Islanders de New York    | États-Unis  | Pat LaFontaine  | Junior de Verdun (LHJMQ)                              |
| 4    | Red Wings de Détroit     | Canada      | Steve Yzerman   | Petes de Peterborough (LHO)                           |
| 5    | Sabres de Buffalo        | États-Unis  | Tom Barrasso    | École secondaire d'Acton-Boxboro (Massachusetts)      |
| 6    | Devils du New Jersey     | Canada      | John MacLean    | Generals d'Oshawa (LHO)                               |
| 7    | Maple Leafs de Toronto   | Canada      | Russ Courtnall  | Cougars de Victoria (LHOu)                            |
| 8    | Jets de Winnipeg         | Canada      | Andrew McBain   | Centennials de North Bay (LHO)                        |
| 9    | Canucks de Vancouver     | Canada      | Cam Neely       | Winter Hawks de Portland (LHOu)                       |
| 10   | Sabres de Buffalo        | Canada      | Normand Lacombe | Wildcats du New Hampshire (NCAA)                      |
| 11   | Sabres de Buffalo        | Canada      | Adam Creighton  | 67's d'Ottawa (LHO)                                   |
| 12   | Rangers de New York      | Canada      | Dave Gagner     | Alexanders de Brantford (LHO)                         |
| 13   | Flames de Calgary        | Canada      | Dan Quinn       | Bulls de Belleville (LHO)                             |
| 14   | Jets de Winnipeg         | Canada      | Bobby Dollas    | Voisins de Laval (LHJMQ)                              |
| 15   | Penguins de Pittsburgh   | Canada      | Bob Errey       | Petes de Peterborough (LHO)                           |
| 16   | Islanders de New York    | Canada      | Gerald Diduck   | Broncos de Lethbridge (LHOu)                          |
| 17   | Canadiens de Montréal    | États-Unis  | Alfie Turcotte  | Winter Hawks de Portland (LHOu)                       |
| 18   | Black Hawks de Chicago   | Canada      | Bruce Cassidy   | 67's d'Ottawa (LHO)                                   |
| 19   | Oilers d'Edmonton        | Canada      | Jeff Beukeboom  | Greyhounds de Sault Ste. Marie (LHO)                  |
| 20   | Whalers de Hartford      | États-Unis  | David Jensen    | Académie Lawrence (Massachusetts)                     |
| 21   | Bruins de Boston         | Canada      | Nevin Markwart  | Pats de Regina (LHOu)                                 |

### 2etour
| Rang | Équipe LNH               | Nationalité     | Joueur            | Repêché de                                  |
| ---- | ------------------------ | --------------- | ----------------- | ------------------------------------------- |
| 22   | Penguins de Pittsburgh   | Canada          | Todd Charlesworth | Generals d'Oshawa (LHO)                     |
| 23   | Whalers de Hartford      | Finlande        | Ville Sirén       | Ilves Tampere (SM-Liiga)                    |
| 24   | Devils du New Jersey     | Canada          | Shawn Evans       | Petes de Peterborough (LHO)                 |
| 25   | Red Wings de Détroit     | Canada          | Lane Lambert      | Blades de Saskatoon (LHOu)                  |
| 26   | Canadiens de Montréal    | Canada          | Claude Lemieux    | Draveurs de Trois-Rivières (LHJMQ)          |
| 27   | Canadiens de Montréal    | Canada          | Sergio Momesso    | Cataractes de Shawinigan (LHJMQ)            |
| 28   | Maple Leafs de Toronto   | Canada          | Jeff Jackson      | Alexanders de Brantford (LHO)               |
| 29   | Jets de Winnipeg         | Canada          | Brad Berry        | Saints de St. Albert (LHJA)                 |
| 30   | Canucks de Vancouver     | Canada          | David Bruce       | Rangers de Kitchener (LHO)                  |
| 31   | Sabres de Buffalo        | Canada          | John Tucker       | Rangers de Kitchener (LHO)                  |
| 32   | Nordiques de Québec      | Canada          | Yves Heroux       | Saguenéens de Chicoutimi (LHJMQ)            |
| 33   | Rangers de New York      | Canada          | Randy Heath       | Winter Hawks de Portland (LHOu)             |
| 34   | Sabres de Buffalo        | Canada          | Richard Hajdu     | Oilers de Kamloops (LHOu)                   |
| 35   | Canadiens de Montréal    | Canada          | Todd Francis      | Alexanders de Brantford (LHO)               |
| 36   | North Stars du Minnesota | Canada          | Malcolm Parks     | Saints de St. Albert (LHJA)                 |
| 37   | Islanders de New York    | Canada          | Garnet McKechney  | Rangers de Kitchener (LHO)                  |
| 38   | North Stars du Minnesota | Tchécoslovaquie | František Musil   | TJ Tesla Pardubice (Extraliga)              |
| 39   | Black Hawks de Chicago   | États-Unis      | Wayne Presley     | Rangers de Kitchener (LHO)                  |
| 40   | Oilers d'Edmonton        | États-Unis      | Mike Golden       | École secondaire de Reading (Massachusetts) |
| 41   | Flyers de Philadelphie   | Canada          | Peter Zezel       | Marlboros de Toronto (LHO)                  |
| 42   | Bruins de Boston         | Canada          | Greg Johnston     | Marlboros de Toronto (LHO)                  |

### 3etour
| Rang | Équipe LNH               | Nationalité | Joueur            | Repêché de                                       |
| ---- | ------------------------ | ----------- | ----------------- | ------------------------------------------------ |
| 43   | Jets de Winnipeg         | États-Unis  | Peter Taglianetti | Friars de Providence (NCAA)                      |
| 44   | Flyers de Philadelphie   | Canada      | Derrick Smith     | Petes de Peterborough (LHO)                      |
| 45   | Canadiens de Montréal    | Canada      | Daniel Letendre   | Remparts de Québec (LHJMQ)                       |
| 46   | Red Wings de Détroit     | Canada      | Bob Probert       | Alexanders de Brantford (LHO)                    |
| 47   | Kings de Los Angeles     | Canada      | Bruce Shoebottom  | Petes de Peterborough (LHO)                      |
| 48   | Maple Leafs de Toronto   | Canada      | Allan Bester      | Alexanders de Brantford (LHO)                    |
| 49   | Rangers de New York      | Finlande    | Vesa Salo         | Lukko Rauma (SM-Liiga)                           |
| 50   | Canucks de Vancouver     | Canada      | Scott Tottle      | Petes de Peterborough (LHO)                      |
| 51   | Flames de Calgary        | Canada      | Brian Bradley     | Knights de London (LHO)                          |
| 52   | Nordiques de Québec      | Canada      | Bruce Bell        | Spitfires de Windsor (LHO)                       |
| 53   | Rangers de New York      | Canada      | Gordie Walker     | Winter Hawks de Portland (LHOu)                  |
| 54   | Nordiques de Québec      | Finlande    | Iiro Jarvi        | HIFK (SM-Liiga)                                  |
| 55   | Flames de Calgary        | Canada      | Perry Berezan     | Saints de St. Albert (LHJA)                      |
| 56   | North Stars du Minnesota | Canada      | Mitch Messier     | Académie Notre Dame (Saskatchewan)               |
| 57   | Islanders de New York    | Canada      | Mike Neill        | Greyhounds de Sault Ste. Marie (LHO)             |
| 58   | Penguins de Pittsburgh   | Canada      | Mike Rowe         | Marlboros de Toronto (LHO)                       |
| 59   | Black Hawks de Chicago   | Canada      | Marc Bergevin     | Saguenéens de Chicoutimi (LHJMQ)                 |
| 60   | Oilers d'Edmonton        | États-Unis  | Mike Flanagan     | École secondaire d'Acton-Boxboro (Massachusetts) |
| 61   | Whalers de Hartford      | Suède       | Leif Karlsson     | Mora IK (Elitserien)                             |
| 62   | Bruins de Boston         | Canada      | Greg Puhalski     | Rangers de Kitchener (LHO)                       |

### 4etour
| Rang | Équipe LNH               | Nationalité | Joueur            | Repêché de                                       |
| ---- | ------------------------ | ----------- | ----------------- | ------------------------------------------------ |
| 63   | Penguins de Pittsburgh   | Canada      | Frank Pietrangelo | Golden Gophers du Minnesota (NCAA)               |
| 64   | Whalers de Hartford      | Canada      | Dave MacLean      | Bulls de Belleville (LHO)                        |
| 65   | Islanders de New York    | Finlande    | Mikko Mäkelä      | Ilves Tampere (SM-Liiga)                         |
| 66   | Flames de Calgary        | Canada      | John Bekkers      | Pats de Regina (LHOu)                            |
| 67   | Kings de Los Angeles     | Canada      | Guy Benoit        | Cataractes de Shawinigan (LHJMQ)                 |
| 68   | Red Wings de Détroit     | Canada      | Dave Korol        | Warriors de Winnipeg (LHOu)                      |
| 69   | Jets de Winnipeg         | Canada      | Bob Essensa       | École secondaire Henry Carr (Toronto)            |
| 70   | Canucks de Vancouver     | Canada      | Tim Lorenz        | Winter Hawks de Portland (LHOu)                  |
| 71   | Flames de Calgary        | Canada      | Kevan Guy         | Tigers de Medicine Hat (LHOu)                    |
| 72   | Whalers de Hartford      | Canada      | Ron Chyzowski     | Saints de St. Albert (LHJA)                      |
| 73   | Rangers de New York      | Suède       | Peter Andersson   | Orebro IK (Elitserien)                           |
| 74   | Sabres de Buffalo        | Canada      | Daren Puppa       | Kirkland Lake Intermediates                      |
| 75   | Capitals de Washington   | États-Unis  | Tim Bergland      | École secondaire Lincoln (Minnesota)             |
| 76   | North Stars du Minnesota | États-Unis  | Brian Durand      | École secondaire Cloquet (Minnesota)             |
| 77   | Flames de Calgary        | États-Unis  | Bill Claviter     | École secondaire Virginia (Minnesota)            |
| 78   | Canadiens de Montréal    | Canada      | John Kordic       | Winter Hawks de Portland (LHOu)                  |
| 79   | Black Hawks de Chicago   | États-Unis  | Tarek Howard      | Olds Jr. A (LHJA)                                |
| 80   | Oilers d'Edmonton        | Finlande    | Esa Tikkanen      | HIFK (SM-Liiga)                                  |
| 81   | Flyers de Philadelphie   | États-Unis  | Allen Bourbeau    | École secondaire d'Acton-Boxboro (Massachusetts) |
| 82   | Bruins de Boston         | Canada      | Allan LaRochelle  | Blades de Saskatoon (LHOu)                       |

### 5etour
| Rang | Équipe LNH               | Nationalité     | Joueur          | Repêché de                                 |
| ---- | ------------------------ | --------------- | --------------- | ------------------------------------------ |
| 83   | Maple Leafs de Toronto   | Canada          | Dan Hodgson     | Raiders de Prince Albert (LHOu)            |
| 84   | Islanders de New York    | États-Unis      | Bob Caulfield   | École secondaire Detroit Lakes (Minnesota) |
| 85   | Devils du New Jersey     | États-Unis      | Chris Terreri   | Friars de Providence (NCAA)                |
| 86   | Red Wings de Détroit     | Tchécoslovaquie | Petr Klíma      | équipe de République tchèque               |
| 87   | Kings de Los Angeles     | Canada          | Bob Laforest    | Centennials de North Bay (LHO)             |
| 88   | Red Wings de Détroit     | Canada          | Joe Kocur       | Blades de Saskatoon (LHOu)                 |
| 89   | Jets de Winnipeg         | États-Unis      | Harry Armstrong | Équipe Jr.A de Dubuque (USHL)              |
| 90   | Canucks de Vancouver     | Canada          | Doug Quinn      | Islanders de Nanaimo (LHOu)                |
| 91   | Flames de Calgary        | Tchécoslovaquie | Igor Liba       | HC Košice (Extraliga)                      |
| 92   | Nordiques de Québec      | Canada          | Luc Guenette    | Remparts de Québec (LHJMQ)                 |
| 93   | Rangers de New York      | États-Unis      | Jim Andonoff    | Bulls de Belleville (LHO)                  |
| 94   | Sabres de Buffalo        | Canada          | Jason Meyer     | Pats de Regina (LHOu)                      |
| 95   | Capitals de Washington   | Canada          | Martin Bouliane | Bisons de Granby (LHJMQ)                   |
| 96   | North Stars du Minnesota | États-Unis      | Rich Geist      | Académie St.-Paul (Minnesota)              |
| 97   | Islanders de New York    | Canada          | Ron Viglasi     | Cougars de Victoria (LHOu)                 |
| 98   | Canadiens de Montréal    | États-Unis      | Dan Wurst       | École secondaire d'Edina (Minnesota)       |
| 99   | Black Hawks de Chicago   | Canada          | Kevin Robinson  | Marlboros de Toronto (LHO)                 |
| 100  | Kings de Los Angeles     | Canada          | Garry Galley    | Falcons de Bowling Green (NCAA)            |
| 101  | Flyers de Philadelphie   | Canada          | Jérome Carrier  | Juniors de Verdun (LHJMQ)                  |
| 102  | Bruins de Boston         | Canada          | Allen Pedersen  | Tigers de Medicine Hat (LHOu)              |

### 6etour
| Rang | Équipe LNH               | Nationalité | Joueur           | Repêché de                                       |
| ---- | ------------------------ | ----------- | ---------------- | ------------------------------------------------ |
| 103  | Penguins de Pittsburgh   | Canada      | Patrick Emond    | Olympiques de Hull (LHJMQ)                       |
| 104  | Whalers de Hartford      | États-Unis  | Brian Johnson    | École secondaire Silver Bay (Minnesota)          |
| 105  | Devils du New Jersey     | Canada      | Gordon Mark      | Oilers de Kamloops (LHOu)                        |
| 106  | Red Wings de Détroit     | Canada      | Chris Pusey      | Alexanders de Brantford (LHO)                    |
| 107  | Kings de Los Angeles     | États-Unis  | Dave Lundmark    | École secondaire Virginia (Minnesota)            |
| 108  | Kings de Los Angeles     | États-Unis  | Kevin Stevens    | École secondaire Silver Lake (Massachusetts)     |
| 109  | Jets de Winnipeg         | Canada      | Joel Baillargeon | Olympiques de Hull (LHJMQ)                       |
| 110  | Canucks de Vancouver     | Canada      | Dave Lowry       | Knights de London (LHO)                          |
| 111  | Flames de Calgary        | Canada      | Grant Blair      | Crimson d'Harvard (NCAA)                         |
| 112  | Nordiques de Québec      | Canada      | Brad Walcot      | Canadians de Kingston (LHO)                      |
| 113  | Rangers de New York      | États-Unis  | Bob Alexander    | École secondaire Rosemount (Minnesota)           |
| 114  | Sabres de Buffalo        | Canada      | Jim Hofford      | Spitfires de Windsor (LHO)                       |
| 115  | Black Hawks de Chicago   | Finlande    | Jari Torkki      | Lukko Rauma (SM-Liiga)                           |
| 116  | North Stars du Minnesota | États-Unis  | Tom McComb       | École secondaire Mont St-Charles (Rhodes Island) |
| 117  | Islanders de New York    | États-Unis  | Darin Illikainen | École secondaire Hermantown (Minnesota)          |
| 118  | Canadiens de Montréal    | Finlande    | Arto Javanainen  | Ässät Pori (SM-Liiga)                            |
| 119  | Black Hawks de Chicago   | États-Unis  | Mark LaVarre     | Équipe Jr.B de Stratford (LHJPO)                 |
| 120  | Oilers d'Edmonton        | Canada      | Don Barber       | Buckaroos de Kelowna (LHCB)                      |
| 121  | Flyers de Philadelphie   | Canada      | Rick Tocchet     | Greyhounds de Sault Ste. Marie (LHO)             |
| 122  | Bruins de Boston         | Canada      | Terry Taillefer  | Saints de St. Albert (LHJA)                      |

### 7etour
| Rang | Équipe LNH               | Nationalité      | Joueur            | Repêché de                                       |
| ---- | ------------------------ | ---------------- | ----------------- | ------------------------------------------------ |
| 123  | Penguins de Pittsburgh   | États-Unis       | Paul Ames         | École secondaire Billerica (Massachusetts)       |
| 124  | Whalers de Hartford      | Canada           | Joe Reekie        | Centennials de North Bay (LHO)                   |
| 125  | Devils du New Jersey     | Canada           | Greg Evtushevski  | Oilers de Kamloops (LHOu)                        |
| 126  | Red Wings de Détroit     | Canada           | Bob Pierson       | Knights de London (LHO)                          |
| 127  | Kings de Los Angeles     | Canada           | Tim Burgess       | Generals d'Oshawa (LHO)                          |
| 128  | Maple Leafs de Toronto   | Canada           | Cam Plante        | Wheat Kings de Brandon (LHOu)                    |
| 129  | Jets de Winnipeg         | Canada           | Iain Duncan       | Équipe Jr. B de North York (LHJPO)               |
| 130  | Canucks de Vancouver     | Canada           | Terry Maki        | Alexanders de Brantford (LHO)                    |
| 131  | Flames de Calgary        | Canada           | Jeff Hogg         | Generals d'Oshawa (LHO)                          |
| 132  | Nordiques de Québec      | États-Unis       | Craig Mack        | École secondaire d'East Grand Forks (Minnesoyta) |
| 133  | Rangers de New York      | États-Unis       | Steve Orth        | École secondaire St. Cloud Tech (Minnesota)      |
| 134  | Sabres de Buffalo        | Finlande         | Christian Ruuttu  | Ässät Pori (SM-Liiga)                            |
| 135  | Capitals de Washington   | Canada           | Dwaine Hutton     | Wings de Kelowna (LHOu)                          |
| 136  | North Stars du Minnesota | États-Unis       | Sean Toomey       | École secondaire St-Paul (Minnesota)             |
| 137  | Islanders de New York    | États-Unis       | Jim Sprenger      | École secondaire Cloquet (Minnesota)             |
| 138  | Canadiens de Montréal    | Union soviétique | Vladislav Tretiak | CSKA Moscou (Superliga)                          |
| 139  | Black Hawks de Chicago   | Canada           | Scott Birnie      | Royals de Cornwall (LHO)                         |
| 140  | Oilers d'Edmonton        | Canada           | Dale Derkatch     | Pats de Regina (LHOu)                            |
| 141  | Flyers de Philadelphie   | Canada           | Bob Mormina       | Chevaliers de Longueuil (LHJMQ)                  |
| 142  | Bruins de Boston         | Canada           | Ian Armstrong     | Petes de Peterborough (LHO)                      |

### 8etour
| Rang | Équipe LNH               | Nationalité      | Joueur               | Repêché de                              |
| ---- | ------------------------ | ---------------- | -------------------- | --------------------------------------- |
| 143  | Whalers de Hartford      | Canada           | Chris Duperron       | Saguenéens de Chicoutimi (LHJMQ)        |
| 144  | Whalers de Hartford      | Canada           | Jamie Falle          | Golden Knights de Clarkson (NCAA)       |
| 145  | Devils du New Jersey     | Union soviétique | Viatcheslav Fetissov | CSKA Moscou (Superliga)                 |
| 146  | Red Wings de Détroit     | Canada           | Craig Butz           | Wings de Kelowna (LHOu)                 |
| 147  | Kings de Los Angeles     | Canada           | Ken Hammond          | Engineers de Rensselaer (NCAA)          |
| 148  | Maple Leafs de Toronto   | Canada           | Paul Bifano          | Bluehawks de Burnaby (LHJCB)            |
| 149  | Jets de Winnipeg         | Canada           | Ron Pesetti          | Broncos de Western Michigan (NCAA)      |
| 150  | Canucks de Vancouver     | États-Unis       | John Labatt          | École secondaire Minnetonka (Minnesota) |
| 151  | Flames de Calgary        | Canada           | Chris MacDonald      | Broncos de Western Michigan (NCAA)      |
| 152  | Nordiques de Québec      | Suède            | Tommy Albelin        | Djurgårdens IF (Elitserien)             |
| 153  | Rangers de New York      | Canada           | Pete Marcov          | Équipe Jr. B de Welland (LHJPO)         |
| 154  | Sabres de Buffalo        | États-Unis       | Don McSween          | Royals de Redford (NAJHL)               |
| 155  | Capitals de Washington   | Canada           | Marty Abrams         | Lumber Kings de Pembroke (LHJCA)        |
| 156  | North Stars du Minnesota | Canada           | Don Biggs            | Generals d'Oshawa (LHO)                 |
| 157  | Islanders de New York    | Canada           | Dale Henry           | Blades de Saskatoon (LHOu)              |
| 158  | Canadiens de Montréal    | Canada           | Rob Bryden           | École secondaire Henry Carr (Toronto)   |
| 159  | Black Hawks de Chicago   | États-Unis       | Kent Paynter         | Rangers de Kitchener (LHO)              |
| 160  | Oilers d'Edmonton        | Canada           | Ralph Vos            | Flyers d'Abbottsford (LHJCB)            |
| 161  | Flyers de Philadelphie   | Suède            | Per-Erik Eklund      | AIK Solna (Elitserien)                  |
| 162  | Bruins de Boston         | Canada           | Francois Olivier     | Castors de Saint-Jean (LHJMQ)           |

### 9etour
| Rang | Équipe LNH               | Nationalité | Joueur         | Repêché de                                           |
| ---- | ------------------------ | ----------- | -------------- | ---------------------------------------------------- |
| 163  | Penguins de Pittsburgh   | États-Unis  | Marty Ketola   | École secondaire Cloquet (Minnesota)                 |
| 164  | Whalers de Hartford      | Canada      | Bill Fordy     | Platers de Guelph (LHO)                              |
| 165  | Devils du New Jersey     | États-Unis  | Jay Octeau     | École secondaire Mount St. Charles (Rhodes Island)   |
| 166  | Red Wings de Détroit     | États-Unis  | Dave Sikorski  | Royals de Cornwall (LHO)                             |
| 167  | Kings de Los Angeles     | États-Unis  | Bruce Fishback | École secondaire St. Paul Mariner (Minnesota)        |
| 168  | Maple Leafs de Toronto   | Canada      | Cliff Abrecht  | Tigers de Princeton (NCAA)                           |
| 169  | Jets de Winnipeg         | Canada      | Todd Flichel   | Gloucester (LHJPO)                                   |
| 170  | Canucks de Vancouver     | Canada      | Allan Measures | Wranglers de Calgary (LHOu)                          |
| 171  | Flames de Calgary        | Canada      | Rob Kivell     | Cougars de Victoria (LHOu)                           |
| 172  | Nordiques de Québec      | Canada      | Wayne Groulx   | Greyhounds de Sault Ste. Marie (LHO)                 |
| 173  | Rangers de New York      | Canada      | Paul Jerrard   | Académie Notre Dame (Saskatchewan)                   |
| 174  | Sabres de Buffalo        | Canada      | Tim Hoover     | Greyhounds de Sault Ste. Marie (LHO)                 |
| 175  | Capitals de Washington   | États-Unis  | Dave Cowan     | École secondaire Minneapolis Washburn (Minnesota)    |
| 176  | North Stars du Minnesota | États-Unis  | Paul Pulis     | École secondaire Hibbings (Minnesota)                |
| 177  | Islanders de New York    | Canada      | Kevin Vescio   | Centennials de North Bay (LHO)                       |
| 178  | Canadiens de Montréal    | Canada      | Grant Mckay    | Université de Calgary (CIAU)                         |
| 179  | Black Hawks de Chicago   | États-Unis  | Brian Noonan   | École secondaire Archbishop Williams (Massachusetts) |
| 180  | Oilers d'Edmonton        | Canada      | Dave Roach     | Royals de New Westminster (LHJCB)                    |
| 181  | Flyers de Philadelphie   | Canada      | Robbie Nichols | Rangers de Kitchener (LHO)                           |
| 182  | Bruins de Boston         | Finlande    | Harri Laurila  | Reipas Lahti (SM-Liiga)                              |

### 10etour
| Rang | Équipe LNH               | Nationalité      | Joueur                                         | Repêché de                                    |
| ---- | ------------------------ | ---------------- | ---------------------------------------------- | --------------------------------------------- |
| 183  | Penguins de Pittsburgh   | Canada           | Alex Haidy                                     | Greyhounds de Sault Ste. Marie (LHO)          |
| 184  | Maple Leafs de Toronto   | États-Unis       | Greg Rolston                                   | École secondaire Flint Power (Michigan)       |
| 185  | Devils du New Jersey     | Union soviétique | Aleksandr Tchiornykh                           | Khimik Voskresensk (Superliga)                |
| 186  | Red Wings de Détroit     | Canada           | Stu Grimson                                    | Pats de Regina (LHOu)                         |
| 187  | Kings de Los Angeles     | Suède            | Thomas Ahlen                                   | Skellefteå AIK (Elitserien)                   |
| 188  | Maple Leafs de Toronto   | Canada           | Brian Ross                                     | Rangers de Kitchener (LHO)                    |
| 189  | Jets de Winnipeg         | États-Unis       | Kory Wright                                    | Équipe Jr. A de Dubuque (USHL)                |
| 190  | Canucks de Vancouver     | États-Unis       | Roger Grillo                                   | Black Bears du Maine (NCAA)                   |
| 191  | Flames de Calgary        | États-Unis       | Tom Pratt                                      | Académie de Kimball Union (New York)          |
| 192  | Nordiques de Québec      | États-Unis       | Scott Shaunessy                                | St. John's Prep (Massachusetts)               |
| 193  | Whalers de Hartford      | Suède            | Reine Karlsson                                 | Sodertalje SK (Elitserien)                    |
| 194  | Sabres de Buffalo        | Canada           | Mark Ferner                                    | Oilers de Kamloops (LHOu)                     |
| 195  | Capitals de Washington   | Canada           | Yves Beaudoin                                  | Cataractes de Shawinigan (LHJMQ)              |
| 196  | North Stars du Minnesota | Tchécoslovaquie  | Miloš Říha                                     | Équipe nationale de République tchèque (Intl) |
| 197  | Islanders de New York    | Canada           | Dave Shellington                               | Royals de Cornwall (LHO)                      |
| 198  | Canadiens de Montréal    | Suède            | Thomas Rundqvist                               | Färjestads BK (Elitserien)                    |
| 199  | Black Hawks de Chicago   | Tchécoslovaquie  | Dominik Hašek \|TJ Tesla Pardubice (Extraliga) |                                               |
| 200  | Oilers d'Edmonton        | Canada           | Warren Yadlowski                               | Wranglers de Calgary (LHOu)                   |
| 201  | Flyers de Philadelphie   | États-Unis       | Bill McCormack                                 | École secondaire de Westminster (Connecticut) |
| 202  | Bruins de Boston         | États-Unis       | Paul Fitzsimmons                               | Huskies de Northeastern (NCAA)                |

### 11etour
| Rang | Équipe LNH               | Nationalité          | Joueur           | Repêché de                             |
| ---- | ------------------------ | -------------------- | ---------------- | -------------------------------------- |
| 203  | Penguins de Pittsburgh   | Canada               | Garth Hildebrand | Wranglers de Calgary (LHOu)            |
| 204  | Whalers de Hartford      | Canada               | Allan Acton      | Blades de Saskatoon (LHOu)             |
| 205  | Devils du New Jersey     | Canada               | Alan Stewart     | Raiders de Prince Albert (LHOu)        |
| 206  | Red Wings de Détroit     | Canada               | Jeff Frank       | Pats de Regina (LHOu)                  |
| 207  | Kings de Los Angeles     | Tchécoslovaquie      | Jan Blaha        | équipe nationale de République tchèque |
| 208  | Maple Leafs de Toronto   | Canada               | Mike Tomlak      | Royals de Cornwall (LHO)               |
| 209  | Jets de Winnipeg         | Canada               | Eric Cormier     | École secondaire St. George (Québec)   |
| 210  | Canucks de Vancouver     | Canada               | Steve Kayser     | Catamounts du Vermont (NCAA)           |
| 211  | Flames de Calgary        | Tchécoslovaquie      | Jaroslav Benak   | Dukla Jihlava (Extraliga)              |
| 212  | North Stars du Minnesota | Tchécoslovaquie      | Oldrich Valek    | équipe nationale de République tchèque |
| 213  | Rangers de New York      | Canada               | Bryan Walker     | Winter Hawks de Portland (LHOu)        |
| 214  | Sabres de Buffalo        | Allemagne de l'Ouest | Uwe Krupp        | Koln (Allemagne de l'ouest)            |
| 215  | Capitals de Washington   | Canada               | Alain Raymond    | Draveurs de Trois-Rivières (LHJMQ)     |
| 216  | Capitals de Washington   | Suède                | Anders Huss      | Brynas IF (Elitserien)                 |
| 217  | Islanders de New York    | États-Unis           | John Bjorkman    | École secondaire Warroad (Minnesota)   |
| 218  | Canadiens de Montréal    | États-Unis           | Jeff Perpich     | École secondaire Hibbing (Minnesota)   |
| 219  | Black Hawks de Chicago   | Canada               | Steve Pépin      | Castors de Saint-Jean (LHJMQ)          |
| 220  | Oilers d'Edmonton        | Canada               | John Miner       | Pats de Regina (LHOu)                  |
| 221  | Flyers de Philadelphie   | États-Unis           | Brian Jopling    | Académie Williston (Massachusetts)     |
| 222  | Bruins de Boston         | Canada               | Norm Foster      | Knights de Penticton (LHJCB)           |

### 12etour
| Rang | Équipe LNH               | Nationalité      | Joueur            | Repêché de                                         |
| ---- | ------------------------ | ---------------- | ----------------- | -------------------------------------------------- |
| 223  | Penguins de Pittsburgh   | Canada           | Dave Goertz       | Pats de Regina (LHOu)                              |
| 224  | Whalers de Hartford      | Canada           | Darcy Kaminski    | Broncos de Lethbridge (LHOu)                       |
| 225  | Devils du New Jersey     | Union soviétique | Alexeï Kasatonov  | CSKA Moscou (Superliga)                            |
| 226  | Red Wings de Détroit     | États-Unis       | Chuck Chiatto     | École secondaire Cranbrook (Michigan)              |
| 227  | Kings de Los Angeles     | États-Unis       | Chad Johnson      | École secondaire Roseau (Minnesota)                |
| 228  | Maple Leafs de Toronto   | Canada           | Ron Choules       | Draveurs de Trois-Rivières (LHJMQ)                 |
| 229  | Jets de Winnipeg         | États-Unis       | Jamie Husgen      | Buccaneers de Des Moines (USHL)                    |
| 230  | Canucks de Vancouver     | Canada           | Jay Mazur         | École Breck (Minnesota)                            |
| 231  | Flames de Calgary        | Union soviétique | Sergueï Makarov   | CSKA Moscou (Superliga)                            |
| 232  | Nordiques de Québec      | Suède            | Bo Berglund       | Djurgårdens IF (Elitserien)                        |
| 233  | Rangers de New York      | Suède            | Ulf Nilsson       | IF Björklöven (Elitserien)                         |
| 234  | Sabres de Buffalo        | Canada           | Marc Hamelin      | Cataractes de Shawinigan (LHJMQ)                   |
| 235  | Sabres de Buffalo        | États-Unis       | Kermit Salfi      | Northwood Prep (New York)                          |
| 236  | North Stars du Minnesota | États-Unis       | Paul Roff         | École secondaire d'Edina (Minnesota)               |
| 237  | Islanders de New York    | États-Unis       | Peter McGeough    | École secondaire Bishop Hendricken (Rhodes Island) |
| 238  | Canadiens de Montréal    | Canada           | Jean-Guy Bergeron | Cataractes de Shawinigan (LHJMQ)                   |
| 239  | Nordiques de Québec      | Tchécoslovaquie  | Jindrich Kokrment | équipe nationale de république tchèque             |
| 240  | Oilers d'Edmonton        | Canada / France  | Steven Woodburn   | Juniors de Verdun (LHJMQ)                          |
| 241  | Flyers de Philadelphie   | États-Unis       | Harold Duvall     | École secondaire Belmont Hill (Massachusetts)      |
| 242  | Bruins de Boston         | États-Unis       | Greg Murphy       | École secondaire Trinity-Pawling (New York)        |